# Manduca jasminearum
Espèce
Manduca jasminearum est une espèce de papillons de nuit de la famille des Sphingidae, de la sous-famille des Sphinginae et de la tribu des Sphingini.

## Description
L'imago
L'envergure varie de 84 à 105 mm. La face dorsale de la partie antérieure de la pointe est grise à brun grisâtre avec une ligne noire allant du milieu de la côte au milieu de la marge externe; la ligne peut être brisée près de la marge. Il y a une touche de brun autour de la cellule. La face dorsale des ailes postérieures est principalement noire, avec du gris dans la marge inférieure.
La chenille
Les chenilles ont une couleur de base bleu-vert au quatrième stade et sont fortement hérissées de soies secondaires. Dans la dernière étape, elles sont vert vif et les soies prennent une couleur crémeuse. La face porte une paire de rayures verticales blanches. Elles ont sept bandes latérales obliques sur le corps. Les six premiers, les plus faibles, sont de couleur crème, le septième est large et blanc, il atteint la corne anale de couleur verte, très granuleuse avec une extrémité rougeâtre.

## Distribution et habitat
Distribution
L'espèce est commune dans le nord-est des États-Unis : de l'est du Mississippi à l'océan Atlantique.

## Biologie
- Il existe deux générations, avec des adultes qui volent de mai à septembre.
- Les chenilles se nourrissent sur les frênes (Fraxinus), mais ont également été vues se nourrissant d'espèces des genres Syringa et Ulmus.

## Systématique
- L'espèce Manduca jasminearum a été décrite par l'entomologiste français Félix Édouard Guérin-Méneville en 1832 sous le nom initial de Sphinx jasminearum[1].
- La localité type est l'Amérique du Nord.

### Synonymie
- Sphinx jasminearum Guérin-Méneville, 1832 Protonyme
- Macrosila rotundata Rothschild, 1894[2]